# Бенджамін Пірс
Бенджамін Пірс (англ. Benjamin Peirce; 4 квітня 1809, Сейлем, Массачусетс — 8 жовтня 1880, Кембридж, Массачусетс) — американський астроном і математик. Батько американського філософа Чарльза Сандерс Пірса (1839—1914). Обчислив пертурбації планет Урана й Нептуна.

## З біографії
Став у 1833 році професором математики і натурфілософії в Гарвардському університеті, а в 1842 році — професором астрономії. У 1867 році керував роботою з вимірювання узбережжя Сполучених Штатів.
Пірс відповідав переважно за впровадження математики в американських дослідницьких установах. Таким чином, він був першим, хто запропонував математичні курси на рівні докторанта в Сполучених Штатах. Він був відомий своїм внеском в областях аналітичної механіки і лінійної алгебри. Крім того, своїми ранніми роботами з астрономії він відіграв роль у справі відкриття планети Нептун.
Місячний кратер Пірс названо на честь цього астронома.